# Something to Believe In (Poison)
Something to Believe In è un singolo del gruppo musicale statunitense Poison, il secondo estratto dal loro terzo album in studio Flesh & Blood nel 1990.
Il brano è una power ballad dedicata alla guardia del corpo di Bret Michaels, James Kimo Maano, che era morto qualche tempo prima. Il testo disilluso riflette l'approccio più maturo adottato dal gruppo a partire da questo album. Fu un ulteriore successo e il loro ultimo singolo a entrare nella top 10. Raggiunse il quarto posto della Billboard Hot 100 e la quinta posizione della Mainstream Rock Songs.

## Tracce
1. Something to Believe In – 5:28
2. Ball and Chain – 4:23

## Classifiche
| Classifica (1990)             | Posizione massima |
| ----------------------------- | ----------------- |
| Australia                     | 44                |
| Canada                        | 3                 |
| Irlanda                       | 23                |
| Nuova Zelanda                 | 38                |
| Regno Unito                   | 35                |
| Stati Uniti                   | 4                 |
| Stati Uniti (mainstream rock) | 5                 |
| Stati Uniti (radio)           | 12                |